# 몰루카인
몰루카인(Moluccan)은 말루쿠 제도(몰루카 제도)의 토착 인구로서, 멜라네시아인 계통이면서 오스트로네시아어 또는 파푸아어를 사용한다. 이 지역은 과거 유럽인들에게 "향료 제도"(Spice Islands)로 알려졌는데, 오늘날에는 인도네시아의 2개 주인 말루쿠주와 북말루쿠주로 되어 있다. 따라서 "몰루카족"은 이 섬에 거주하는 다양한 민족 및 언어 집단들을 포괄적으로 지칭하는 용어로 쓰인다.
몰루카인의 대다수는 이슬람을 따르며 비교적 소수의 기독교도가 그 다음으로 많다. 종교적 차이에도 불구하고 이들은 아닷(Adat) 등을 통해 강력한 문화적 유대감과 공통의 정체성을 공유한다. 이들의 음악 또한 문화적 정체성에 중요한 역할을 하는 결속력 있는 요소로서, 몰루카의 수도인 암본은 2019년 유네스코로부터 공식 음악 도시(City of Music) 지위를 받았다.
몰루카인 인구의 일부(약 5만 명 이상)는 네덜란드에 거주한다. 이 집단은 주로 옛 왕립 네덜란드령 동인도 육군(KNIL) 소속 군인의 후손으로 구성되어 있다. 이들은 본래 동인도 해체 당시 네덜란드로 임시 피난해 왔으며, 네덜란드가 통치권을 회복하면 몰루카인만의 독립된 공화국으로 귀환하기를 원했으나 이루어지지 않았다. 나머지는 네덜란드 해군에서 복무한 몰루카인과 그 후손, 그리고 서뉴기니가 인도네시아에 이양된 이후 네덜란드로 건너온 사람들로 구성되어 있다.

## 같이 보기
- 원시 말레이족
- 말라가시인
- 말루쿠 제도
- 1977년 네덜란드 열차 납치
- 남말루쿠 공화국